# Apogonia aeneocuprea
Apogonia aeneocuprea är en skalbaggsart som beskrevs av Moser 1915. Apogonia aeneocuprea ingår i släktet Apogonia och familjen Melolonthidae. Inga underarter finns listade i Catalogue of Life.